# Calle 111 (línea Flushing)
La Calle 111 es una estación local en la línea Flushing del metro de la ciudad de Nueva York. En este punto, las vías expresas se "elevan" sobre las otras cuatro vías. Las dos vías centrales son dos vías dimensionadas de Patio de maniobras Corona, hogar del servicio de la Línea 7. Como resultado, los trenes que van/vienen del patio de maniobras terminan o empiezan en esta estación.

## Conexiones de autobuses
- Q48 hacia el Aeropuerto LaGuardia